# Busega (Distrikt)
Busega ist ein Distrikt in der tansanischen Region Simiyu mit dem Verwaltungszentrum in Nyashimo. Busega grenzt im Norden an die Region Mara, im Osten und Süden an den Distrikt Bariadi, im Südwesten an die Region Mwanza und im Westen an den Victoriasee.

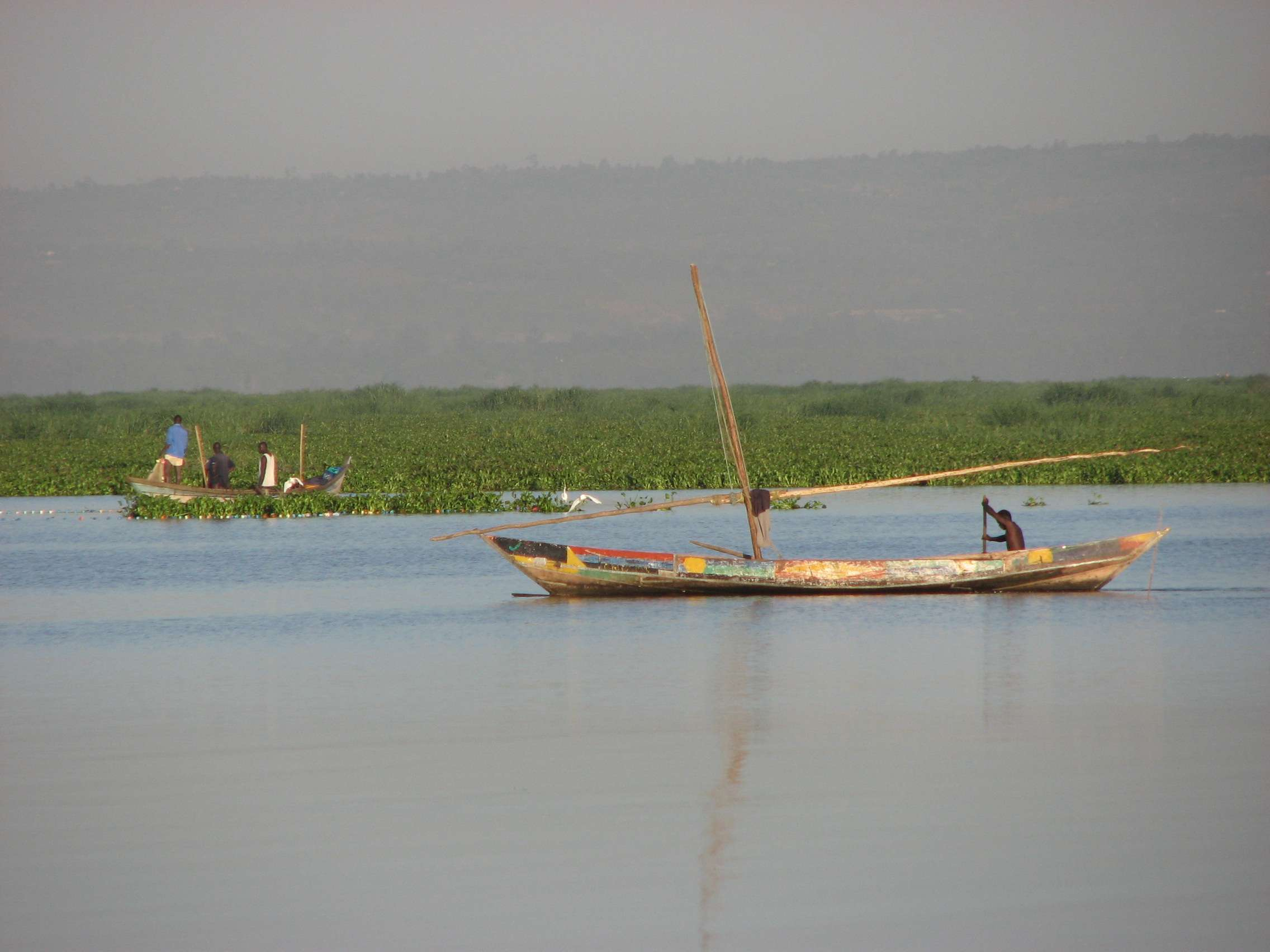
Fischer am Viktoriasee

## Geographie
Der Distrikt Busega ist 1312 Quadratkilometer groß und hat 282.167 Einwohner (Volkszählung 2022). Der Distrikt liegt im Nordwesten der Region Simiyu am Victoriasee. Er hat Jahresniederschläge von 700 bis 900 Millimeter und ist für Ackerbau und Viehzucht gut geeignet.

## Geschichte
Busega wurde im Jahr 2012 mit der Trennung vom Distrikt Magu gegründet und wurde ein Teil der neu gegründeten Region Simiyu.

## Verwaltungsgliederung
Der Distrikt ist in 15 (bis 2012 nur 13) Bezirke (Wards) gegliedert:
| Bezirk (Ward) | 2012      | 2012             | 2012                 | 2022      |
| Bezirk (Ward) | Einwohner | Haushalts- Größe | Männer zu 100 Frauen | Einwohner |
| ------------- | --------- | ---------------- | -------------------- | --------- |
| Badugu        | 13.571    | 6,6              | 94                   | 17.049    |
| Igalukilo     | 12.421    | 6,4              | 94                   | 14.638    |
| Imalamate     | -         | -                | -                    | 15.267    |
| Kabita        | 22.772    | 5,2              | 89                   | 30.227    |
| Kalemela      | 10.928    | 6,0              | 94                   | 12.266    |
| Kiloleli      | 19.396    | 5,6              | 93                   | 26.966    |
| Lamadi        | 22.062    | 5,1              | 93                   | 44.146    |
| Lutubiga      | 11.721    | 7,4              | 99                   | 13.673    |
| Malili        | 17.084    | 6,5              | 95                   | 21.490    |
| Mkula         | 16.821    | 6,9              | 93                   | 21.938    |
| Mwamanyili    | 15.224    | 5,3              | 91                   | 10.887    |
| Ngasamo       | 18.935    | 7,2              | 98                   | 12.100    |
| Nyaluhande    | 9.688     | 6,7              | 98                   | 12.239    |
| Nyashimo      | -         | -                | -                    | 15.040    |
| Shigala       | 12.974    | 6,4              | 96                   | 14.241    |

| Im Jahr 2002 lebten 170.649 Menschen in Busega. Die Zunahme auf 230.597 im Jahr 2012 entspricht einem Bevölkerungswachstum von 19,3 Prozent. Im gleichen Zeitraum stieg die Alphabetisierungsrate von 65 Prozent auf 77 Prozent. Von den über Fünfjährigen konnten sechzig Prozent Swahili, ein Prozent Englisch und acht Prozent Englisch und Swahili lesen und schreiben, 31 Prozent waren Analphabeten (Stand 2012). Im Jahr 2022 lebten 282.167 Menschen in 50.822 Haushalten. | Hier fehlt eine Grafik, die leider im Moment aus technischen Gründen nicht angezeigt werden kann. Wir arbeiten daran! |

## Einrichtungen und Dienstleistungen
- Bildung: Im Distrikt gibt es 91 Grundschulen, davon werden 86 vom Staat betrieben und fünf sind öffentlich.[7]  82 Prozent der Jugendlichen zwischen sieben und dreizehn Jahren besuchten eine Schule, 80 Prozent der Burschen und 84 Prozent der Mädchen.[8]
- Gesundheit: In Busega liegen zwei staatliche Gesundheitszentren und über 20 Apotheken.[7]
- Wasser: 39 Prozent der Bevölkerung haben Zugang zu sauberem Wasser.[7]

| - Landwirtschaft: Die Landwirtschaft ist der wichtigste Wirtschaftsfaktor des Distrikts. Mit 77.294 Hektar Agrarland ist mehr als die Hälfte der Fläche für Ackerbau und Viehzucht genutzt. Hauptsächlich angebaut werden Mais, Hirse, Süßkartoffeln und Maniok. Über fünfzig Prozent der 33.000 Haushalte besaß Haustiere, am häufigsten gehalten wurden Geflügel, Rinder, Ziegen und Schafe. - Fischerei: Im Distrikt fangen insgesamt 3.926 Fischer im Viktoriasee vor allem Nilbarsche für den Markt in Bariadi und für den Export. - Tourismus: Das 66 Quadratkilometer große Kijereshi Wildreservat wurde im Jahr 1994 als Pufferzone zwischen besiedeltem Gebiet und dem Serengeti-Nationalpark eingerichtet. Es beherbergt Löwen, Büffel, Elefanten, Impalas, Gnus, Schakale, Zebras, Strauße, Hyänen, Warzenschweine und Rehantilopen. | Hier fehlt eine Grafik, die leider im Moment aus technischen Gründen nicht angezeigt werden kann. Wir arbeiten daran! |

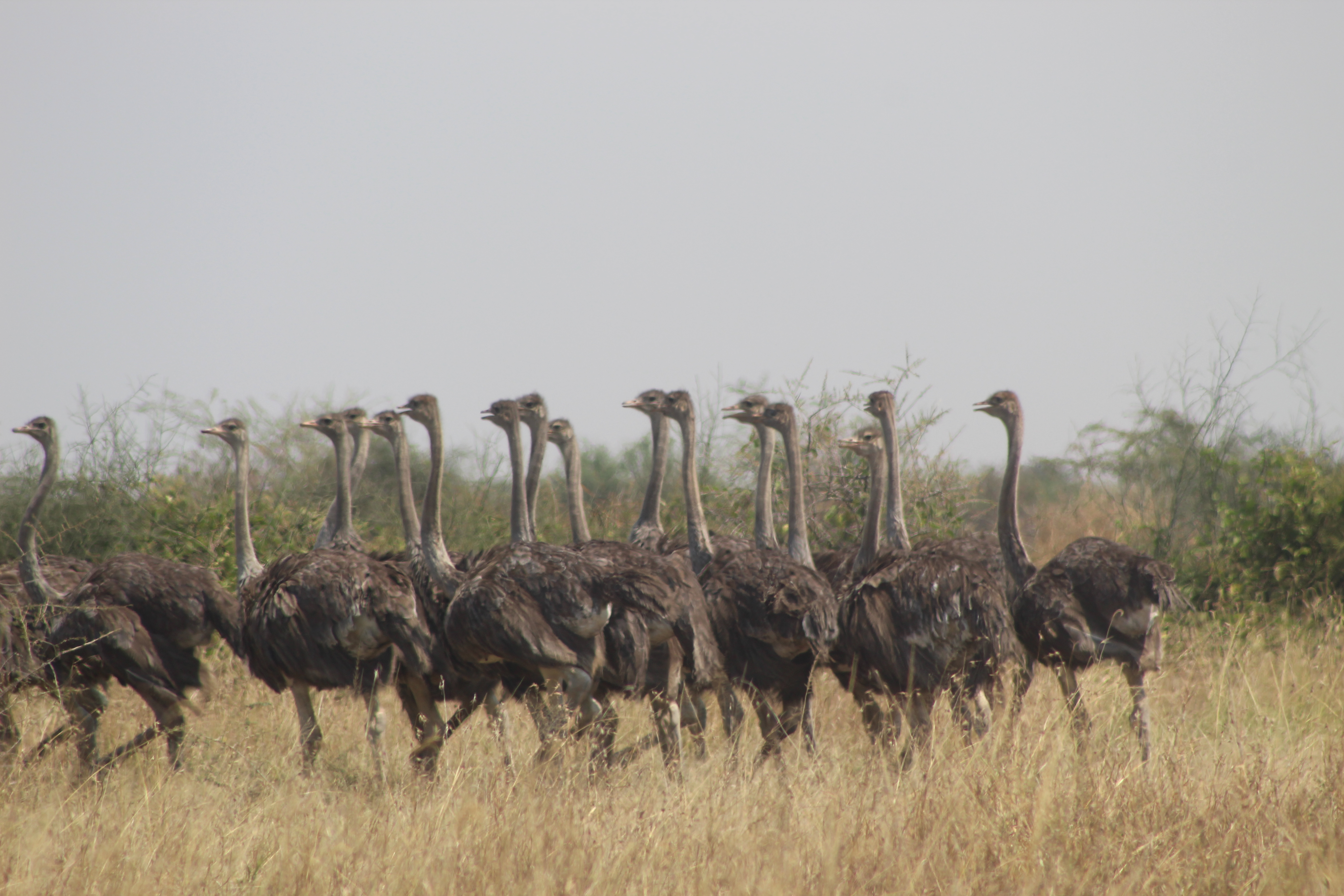
Strauße im Kijereshi-Wildreservat

- Bergbau: Im Jahr 2011 wurde Nickelerz im Berg Ngasamo gefunden, die Lagerstätten wurden auf elf Millionen Tonnen geschätzt.[7] Nach Probebohrungen wurde ein Vertrag zum Abbau im Jahr 2017 von der tansanischen Regierung annulliert.[11]
- Straßen: In Busega gibt es zwei gut ausgebaute und asphaltierte Hauptstraßen: Die Nationalstraße T4 von Mwanza nach Musoma durchquert den Distrikt von Süden nach Norden und die Fernstraße T36 zweigt in Lamadi davon ab und führt nach Bariadi.[12]